# Ali Mourtada
Ali Mourtada (* 14. August 1999) ist ein libanesischer Leichtathlet, der sich auf den Mittelstreckenlauf spezialisiert hat.

## Sportliche Laufbahn
Erste internationale Erfahrungen sammelte Ali Mourtada im Jahr 2018, als er bei den Arabischen U20-Meisterschaften in Amman in 1:56,59 min den vierten Platz im 800-Meter-Lauf belegte. Anschließend gelangte er bei den Westasienmeisterschaften ebendort mit 1:55,51 min auf den sechsten Platz. Bei den Arabischen Crosslauf-Meisterschaften in Al-Sukhair wurde er nach 37:15 min 40. im Einzelrennen und im Jahr darauf schied er bei den Spielen der Frankophonie in Kinshasa mit 1:56,35 min im Vorlauf über 800 Meter aus. Zudem gewann er dort mit der libanesischen 4-mal-400-Meter-Staffel in 3:11,74 min die Bronzemedaille hinter den Teams aus Marokko und dem Senegal. Bei den Arabischen Crosslauf-Meisterschaften in Amman wurde er nach 36:22 min 18. im Einzelrennen und im Mai belegte er bei den Westasienmeisterschaften in Basra in 1:51,50 min den achten Platz über 800 Meter. Im Jahr darauf gelangte er bei den Arabischen Meisterschaften in Oran mit 1:53,64 min auf den siebten Platz.
In den Jahren 2019, 2021 und 2022 sowie 2024 wurde Mourtada libanesischer Meister im 800-Meter-Lauf sowie 2021, 2023 und 2024 auch im 1500-Meter-Lauf und 2022 über 3000 m Hindernis.

## Persönliche Bestleistungen
- 800 Meter: 1:50,63 min, 3. Mai 2024 in Dubai
- 1500 Meter: 3:54,16 min, 20. Juli 2023 in Beirut
- 3000 m Hindernis: 9:46,54 min, 31. Juli 2022 in Beirut